# Escrito nas Estrelas
 (août 2018).
Escrito nas Estrelas, est une telenovela brésilienne diffusée en 2010 par Rede Globo.

## Distribution
| Acteur              | Caractère                                                                 |
| ------------------- | ------------------------------------------------------------------------- |
| Humberto Martins    | Dr. Ricardo Aguillar (Pedro Cassiano Aguillar)                            |
| Nathalia Dill       | Viviane Ferreira (Vitória Nogueira / Valentina Afonsina Navarro Aguillar) |
| Jayme Matarazzo     | Daniel Aguillar(Damián Ramírez López)                                     |
| Zezé Polessa        | Sofia Tavares de Miranda (Sofia Loren)                                    |
| Débora Falabella    | Beatriz Cristina Tavares de Miranda                                       |
| Antonio Calloni     | Vicente de Miranda(Esteban López)                                         |
| Jandira Martini     | Gildete Salmon (Madame Gilda)                                             |
| Walderez de Barros  | Zenilda Salmon                                                            |
| Alexandre Nero      | Gilmar de Almeida (Luís Eustáquio da Silva)                               |
| Marcelo Faria       | Dr. Guilherme                                                             |
| Carol Castro        | Mariana                                                                   |
| Gisele Fróes        | Dra. Jane                                                                 |
| Carolina Kasting    | Judite                                                                    |
| André Gonçalves     | Jair Pereira                                                              |
| Alexandre Rodrigues | Seth                                                                      |
| Rosane Gofman       | Mundinha                                                                  |
| Thelma Reston       | Etelvina Conceição                                                        |
| Giovanna Ewbank     | Suely                                                                     |
| Manuela do Monte    | Luciana                                                                   |
| Celso Frateschi     | Jardel                                                                    |
| Cacá Amaral         | José                                                                      |
| Ary França          | Seu Filhinho (Valdemar da Conceição Filho)                                |
| Bel Kutner          | Virgínia                                                                  |
| Larissa Biondo      | Michelle                                                                  |
| Marina Ruy Barbosa  | Vanessa                                                                   |
| Paulo Vilela        | Breno                                                                     |
| Lucci Ferreira      | Afonso                                                                    |
| Cláudio Galvan      | Calixto                                                                   |
| José Rubens Chachá  | Jovenil                                                                   |
| Nica Bonfim         | Magali                                                                    |
| Ana Paula Bouzas    | Fabiana Pereira                                                           |
| Murilo Grossi       | Jofre Ferreira (Gentil Nogueira)                                          |
| Bia Sion            | Rute                                                                      |
| Izak Dahora         | Alex                                                                      |
| Simone Soares       | Fernanda                                                                  |
| Maria Clara Mattos  | Leninha                                                                   |
| Rosana Dias         | Sandra                                                                    |
| Pia Manfroni        | Dalva                                                                     |
| Paula Tolentino     | Yasmin                                                                    |
| Lincoln Tornado     | Ezequiel                                                                  |
| Isabela Meirelles   | Mônica                                                                    |
| Gilberto Torres     | Mateus                                                                    |
| Ewe Pamplona        | Hilda                                                                     |
| Eduardo Mancini     | Manoel                                                                    |
| Daniela Fontan      | Berenice                                                                  |
| Cristina Amadeo     | Danusa                                                                    |
| Bruno Pereira       | Mauro                                                                     |
| Marcela Tinti       | Vitória                                                                   |
| José Bittencourt    | Dentinho                                                                  |

Enfants
| Acteur              | Caractère |
| ------------------- | --------- |
| Matheus Costa       | Tadeu     |
| Yago Machado        | Huguinho  |
| João Victor Granja  | Zezinho   |
| João Fernandes      | Luizinho  |
| Anna Rita Cerqueira | Clara     |
| Luisa Gonzalez      | Laura     |

| Cássia Kiss Magro comme Francisca Aguillar |
| Carlos Vereza comme Anjo Athael            |

Actrice invitée
| Acteur       | Caractère |
| ------------ | --------- |
| Suzana Faini | Antonia   |